# Raymond Centène
Raymond Centène (Banyuls de la Marenda, Rosselló 20 de març de 1958) és un prelat catòlic nord-català, bisbe de Vannes des de 2005.

## Biografia
Després d'estudiar a la Universitat de Perpinyà, on va obtenir un doctorat en dret en 1987, Raymond Centene comença una carrera en educació. A continuació, va entrar al seminari de Tolosa de Llenguadoc, abans de continuar la seva formació al Seminari Francès de Roma, on va obtenir una llicenciatura canònica en Teologia espiritual a la Pontifícia Universitat Gregoriana. Va ser ordenat sacerdot el 27 de juny de 1993 a la diòcesi de Perpinyà.
Després de la seva ordenació, va ser capellà del centre penitenciari de Perpinyà i capellà escolta. El 1997, va ser nomenat rector de la parròquia de Sant Josep de Perpinyà i el 2000, degà del sector Perpinyà-Oest i capellà de la universitat. A més, és canceller de la diòcesi de Perpinyà des del 2001.
El 28 de juny de 2005 fou nomenat bisbe de Vannes pel Papa Benet XVI. Ell va ser el primer bisbe de la França metropolitana designat per aquest Papa. Fou consagrat el 16 d'octubre, a la Basílica de Sainte-Anne d'Auray per bisbe François Saint-Macary, assistit per François-Mathurin Gourves i André Marceau. Amb 47 anys, és el bisbe diocesà més jove a França. Va escollir el lema "Per a la generació futura per conèixer-lo", del  Salm 77.
En la Conferència dels Bisbes de França, és membre de la Comissió per a la Missió Universal de l'Església.
El 27 de maig de 2015, amb motiu del viatge oficial del príncep Lluís Alfons de Borbó a Bretanya, va celebrar una gran missa pontifical a la basílica de Sainte-Anne d'Auray.

## Preses de posició
Mn. Raymond Centène no dubta a utilitzar mitjans de comunicació contemporanis. Així, el 2007, va començar un any de comunicació i docència convertint-se en productor a les ones de RCF Vannes.
En un correu adreçat el 27 d'octubre de 2011 al president de l'Institut Civitas, va titllar els espectacles Golgota picnic de Rodrigo García i Sur le concept du visage du Fils de Dieu de Romeo Castellucci "blasfems". El 8 de desembre de 2012 va anunciar la seva participació en la manifestació nacional de 13 de gener de 2013 organitzada per La Manif pour Tous i convida als fidels a participar-hi.
Seguint al seu predecessor a la diòcesi de Vannes, va advocar pel desenvolupament i l'ús del bretó i va signar un prefaci per a la traducció bretona d'un llibre en còmic sobre la vida de Santa Teresa de Lisieux, publicat l'any 2015.
També està compromès amb la causa agrícola i camperola. Així, celebrava l'11 d'octubre de 2015 una missa dedicada íntegrament als pagesos que s'havien suïcidat davant de 1500 persones.